# جماعة أجوداث إسرائيل العالمية
جماعة اجوداث إسرائيل العالمية (بالعبرية: אגודת ישראל) تأسست، التي تعرف عادةً بأسم "اجوداث"، في أوائل القرن العشرين باعتبارها الذراع السياسي لاشكنازي يهودية التوراة، من بعد أجوداث شالومي إيموني يسرائيل (اتحاد اليهود المؤمنين). كانت تقع قاعدة دعمها القوية في أوروبا الشرقية قبل الحرب العالمية الثانية ولكن نظراً لإحياء الحركة الحسيدية، شملت اليهود الأرثوذكس في جميع أنحاء أوروبا.

## تاريخها
تأسست جماعة اجوداث إسرائيل العالمية في مؤتمر عقد في كاتوفيتسه (كاتوفيتشي) في عام 1912 بعد المؤتمر الصهيوني العالمي العاشر هزمت الحركة من قبل حركة القوميين التوراة مزراحي لتمويل المدارس الدينية. وهدفها هو تعزيز المؤسسات الأرثوذكسية المستقلة للحركة الصهيونية ومنظمة مزراحي. ولكن، واقامة الحرب العالمية الأولى أخر تطوير المنظمة.
اثناء الحرب العالمية الاولة، د. بنحاس كوهين و الحاخام ايمانويل كارليباخ من ألمانيا، عُينوا كحاخامات استشاريين لقوى الاحتلال الألمانية في بولندا. في هذا المنصب، عملوا بقرب  من الحاخام الأكبر في ألمانيا، الحاخام ابراهام مردخاي ألتر. ونتيجةً لهذا التعاون، تأسست اغودات يسرائيل، التي كان هدفها هو توحيد اليهود الأرثوذكسية في أوروبا الشرقية مع أوروبا الغربية.

## روابط خارجية
- Agudat Israel article from the Jewish Virtual Library

## بيبلوغرافيا
- Gershon C.Bacon, The Politics of Tradition: Agudat Israel in Poland, 1916-1939, The Magnes Press, Jerusalem, 1996, ISBN 965-223-962-3